# Laitakarite
La laitakarite è un minerale.